# 神と人との間
『神と人との間』（かみとひととのあいだ）は、谷崎潤一郎の自身の体験「細君譲渡事件」を題材にした長編小説。細君譲渡事件とは、谷崎が最初の妻・千代を佐藤春夫に譲った出来事をいう。また、これを原案とした2018年公開の日本映画である。
初出は『婦人公論』で、1923年（大正12年）1月号から1924年（大正13年）12月号に連載された。単行本は1925年（大正14年）の1月に新潮社より刊行された。

## 映画
谷崎の小説を現代劇に翻案した実写映画3部作『TANIZAKI TRIBUTE』の一つ。第30回東京国際映画祭「日本映画スプラッシュ」部門に正式出品された。渋川清彦と戸次重幸のW主演。劇場公開日は2018年1月27日。テアトル新宿、横浜シネマジャック&ベティ、宇都宮ヒカリ座、伏見ミリオン座、シネ・リーブル梅田、京都みなみ会館、元町映画館で上映された。

### 映画版ストーリー
町医者の穂積と、穂積の親友で売れない漫画家の添田はともに熱帯魚屋で働く朝子に惚れていた。穂積が添田に朝子を譲るかたちで、添田と朝子は結婚する。しかし、結婚するや添田は態度が豹変。愛人をつくり、朝子をないがしろにし、さらには穂積の純情をあざ笑う。穂積は朝子を取り戻したい思いに駆られていく。

### キャスト
- 渋川清彦
- 戸次重幸
- 内田慈
- 山田キヌヲ
- 根矢涼香
- 萬歳光恵

### スタッフ
- 監督／脚本：内田英治
- 原案：谷崎潤一郎
- プロデューサー：佐藤友彦
- 共同プロデューサー：藤井宏二
- 共同プロデューサー：小美野昌史
- 撮影監督：伊藤麻樹
- 照明：佐藤宗史
- 録音：伊藤裕規
- 美術：佐藤希
- 制作プロダクション：TBSサービス
- 配給：TBSサービス